# Lijst van burgemeesters van Thorn
Dit is een lijst van burgemeesters van de voormalige Nederlandse gemeente Thorn in de provincie Limburg. Thorn ging op 1 januari 2007 op in de nieuwe gemeente Maasgouw.
| Ambtsperiode                     | Naam burgemeester            | Partij of stroming | Bijzonderheden                             |
| -------------------------------- | ---------------------------- | ------------------ | ------------------------------------------ |
| 1807 - 1825                      | Jacob Norbert van der Schoor |                    |                                            |
| 18?? - 18??                      | ?                            |                    |                                            |
| 1843 - 1865?                     | Jan Jacob Thomas Rubens      |                    | tevens burgemeester van Ittervoort         |
| 1866 - 1896                      | Frans Hubert Tonnaer         |                    |                                            |
| 1896 - 1914?                     | Petrus Laurentius Nouwen     |                    |                                            |
| 1914 - 1940                      | J.H.C. Moers                 |                    |                                            |
| 1940 - 1941                      | J.M.Th.H. Tijssen            |                    | waarnemend, tevens burgemeester van Wessem |
| 1941 - 1955                      | P.H.J. Spiertz               |                    |                                            |
| 1956 - 1963                      | J.G. Smeets                  | KVP                |                                            |
| 1963 - 1973                      | Tjeu (M.G.N.) Schutgens      | KVP                |                                            |
| 1973 - 1979                      | M.G.P. Houben                | KVP                |                                            |
| 1980 - 1990                      | J.W. Smeets                  | CDA                |                                            |
| 1990 - 1991                      | J.A.M.L. Houben              | CDA                | waarnemend                                 |
| 1991 - 1997                      | A.P. van der Lee             | CDA                |                                            |
| 1997                             | Piet (P.P.T.C.J.) Rossou     | CDA                | waarnemend                                 |
| 1997 - 23 augustus 2005          | Th.F.M. Rongen               | CDA                |                                            |
| 1 december 2005 - 1 januari 2007 | A.H.A. Lutters               |                    | waarnemend                                 |